# الحكومة الإيرانية المؤقتة
الحكومة الإيرانية المؤقتة (بالفارسية: دولت موقت إيران) هي أول حكومة تأسست في إيران بعد الثورة الإيرانية. ترأست الحكومة من قبل مهدي بازركان، أحد أعضاء حركة حرية إيران وشكلت بناء على أمر من روح الله الخميني في 4 فبراير 1979. انتخب إبراهيم يزدي في منصب وزير الخارجية.